# 小沼村
小沼村（おぬまむら）は長野県北佐久郡にあった村。現在の御代田町大字馬瀬口・塩野および小諸市大字塩野にあたる。

## 地理
- 山：浅間山、前掛山、牙山、剣ヶ峰

## 歴史
- 1889年（明治22年）4月1日 - 町村制の施行により、馬瀬口村・塩野村の区域をもって発足。
- 1956年（昭和31年）9月30日 - 御代田村・伍賀村と合併して御代田町が発足。同日小沼村廃止。
- 1957年（昭和32年）2月1日 - 御代田町のうち旧村域の一部（塩野のうち乗瀬・水出）が小諸市に編入。

## 交通

### 道路
- 国道18号